# St. Onge (Dakota del Sur)
St. Onge es un lugar designado por el censo ubicado en el condado de Lawrence en el estado estadounidense de Dakota del Sur. En el Censo de 2010 tenía una población de 191 habitantes y una densidad poblacional de 54,83 personas por km².

## Geografía
St. Onge se encuentra ubicado en las coordenadas 44°32′45″N 103°43′12″O / 44.54583, -103.72000. Según la Oficina del Censo de los Estados Unidos, St. Onge tiene una superficie total de 3.48 km², de la cual 3.48 km² corresponden a tierra firme y (0%) 0 km² es agua.

## Demografía
Según el censo de 2010, había 191 personas residiendo en St. Onge. La densidad de población era de 54,83 hab./km². De los 191 habitantes, St. Onge estaba compuesto por el 96.86% blancos, el 0% eran afroamericanos, el 0.52% eran amerindios, el 0% eran asiáticos, el 0% eran isleños del Pacífico, el 0.52% eran de otras razas y el 2.09% pertenecían a dos o más razas. Del total de la población el 1.05% eran hispanos o latinos de cualquier raza.